# Minilimosina concinna
Minilimosina concinna är en tvåvingeart som beskrevs av Rohacek och Marshall 1988. Minilimosina concinna ingår i släktet Minilimosina och familjen hoppflugor.
Artens utbredningsområde är Filippinerna. Inga underarter finns listade i Catalogue of Life.